# Soldații. Poveste din Ferentari
Soldații. Poveste din Ferentari este un film românesc dramatic de comedie din 2017 de Ivana Mladenović, cu Adrian Șchiop, Vasile Pavel în rolurile principale.
Adi (Adrian Șchiop) este un antropolog de 40 de ani, părăsit recent de iubita lui, care se mută în Ferentari pentru a documenta un doctorat despre manele.